# Nicola Peltz
Nicola Anne Peltz Beckham nata Nicola Anne Peltz (Westchester County, 9 gennaio 1995) è un'attrice e regista statunitense.

## Biografia
È nata nella contea di Westchester, New York, in una famiglia ebraica, figlia della ex-modella Claudia Heffner e del miliardario uomo d'affari Nelson Peltz(ex-possessore del marchio Snapple). Ha quattro fratelli più grandi, due più giovani e una sorella. Ha frequentato la Rye Country Day School a Rye, New York, e da lì è andata alla Windward School a White Plains, sempre a New York. L'ultima scuola che ha frequentato è la Professional Children's School di Manhattan.
Nel 2021 ha collaborato con Giada Smeraldi per realizzare un mini video per la sostenibilità.

## Carriera
La Peltz ha vestito i panni di Katara nel film L'ultimo dominatore dell'aria. È anche apparsa nel film Conciati per le feste (2006), interpretando Mackenzie, e in Harold (2008), dove ha recitato nel ruolo di Becki. Ha interpretato il ruolo di Renee Kyte nel film indipendente Nell'occhio del ciclone, uscito nel 2012.
Ha avuto anche un ruolo minore nel video musicale 7 Things di Miley Cyrus. Il 27 marzo 2010, la Peltz ha fatto la sua comparsa ai Kids Choice Awards su Nickelodeon e agli MTV Movie Awards, insieme alla co-star de L'ultimo dominatore dell'aria, Jackson Rathbone, per la presentazione del loro film.

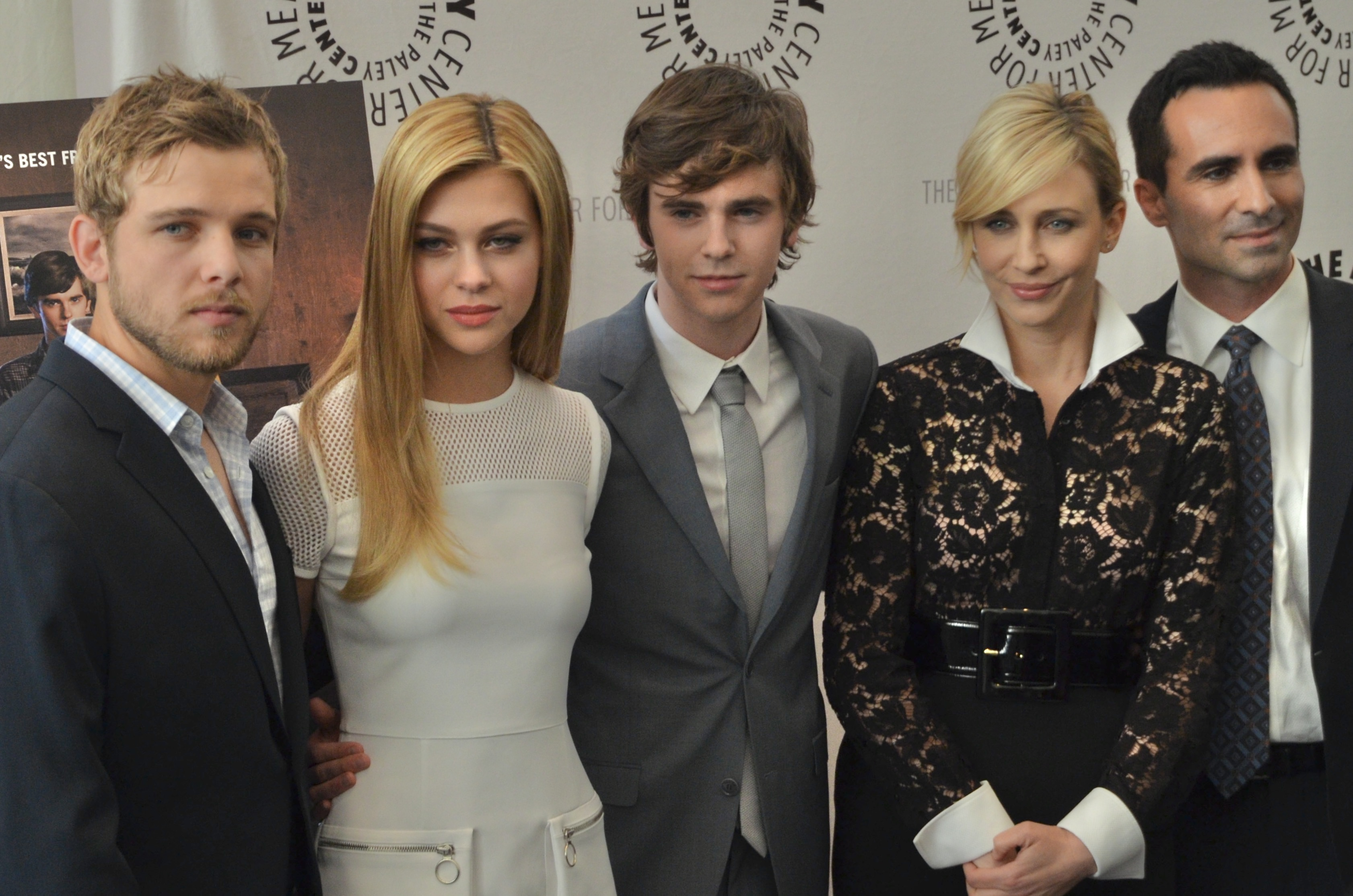
Nicola Peltz (la seconda da sinistra) con gli altri membri del cast di Bates Motel nel 2013

Dal 2013 al 2015 fa parte del cast della serie tv Bates Motel.
Nel 2014 prende parte come co-protagonista a Transformers 4 - L'era dell'estinzione, film diretto da Michael Bay.

## Vita privata
Il suo attuale partner è il modello britannico Brooklyn Beckham. Hanno iniziato a frequentarsi nel 2019. Nel gennaio 2020 hanno ufficializzato la loro relazione su Instagram, mentre l’11 luglio dello stesso anno hanno annunciato il fidanzamento. Si sono sposati il 9 aprile 2022 nella villa di Palm Beach di proprietà della sua famiglia.

## Filmografia

### Cinema
- Conciati per le feste (Deck the Halls), regia di John Whitesell (2006)
- Harold, regia di T. Sean Shannon (2008)
- L'ultimo dominatore dell'aria (The Last Airbender), regia di M. Night Shyamalan (2010)
- Eye of the Hurricane, regia di Jesse Wolfe (2012)
- Transformers 4 - L'era dell'estinzione (Transformers: Age of Extinction), regia di Michael Bay (2014)
- Affluenza, regia di Kevin Asch (2016)
- Ultimo viaggio in Oregon (Youth in Oregon), regia di Joel David Moore (2016)
- Transformers - L'ultimo cavaliere (Transformers: The Last Knight), regia di Michael Bay (2017)
- Our House, regia di Anthony Scott Burns (2018)
- Back Roads, regia di Alex Pettyfer (2018)
- The Obituary of Tunde Johnson, regia di Ali LeRoi (2019)
- Holidate, regia di John Whitesell (2020)
- Lola, regia di Nicola Peltz (2024)

### Televisione
- Bates Motel – serie TV (2013-2015)
- When the Street Lights Go On – serie TV (2016)
- Inhumans – serie TV, 2 episodi (2017)
- Ecco a voi i Chippendales (Welcome to Chippendales) – miniserie TV, puntata 1 (2022)

### Videoclip
- 7 Things di Miley Cyrus (2008)
- It's You di Zayn Malik (2016)

### Regista
- Lola (2024)

## Doppiatrici italiane
Nelle versioni in italiano dei suoi film, è stata doppiata da:
- Giulia Franceschetti in Transformers 4 - L'era dell'estinzione, Our House
- Lilian Caputo in L'ultimo dominatore dell'aria
- Giorgia Brasini in Bates Motel
- Jessica Bologna in Ultimo viaggio in Oregon
- Gemma Donati in Holidate
- Valentina Framarin in Ecco a voi i Chippendales

Come doppiatrice, è sostituita da:
- Giulia Franceschetti in Transformers - L'ultimo cavaliere